# Авиаперевозки
Авиаперево́зки (воздушные перевозки) — способ транспортировки грузов и перевозки пассажиров при помощи воздушных судов.

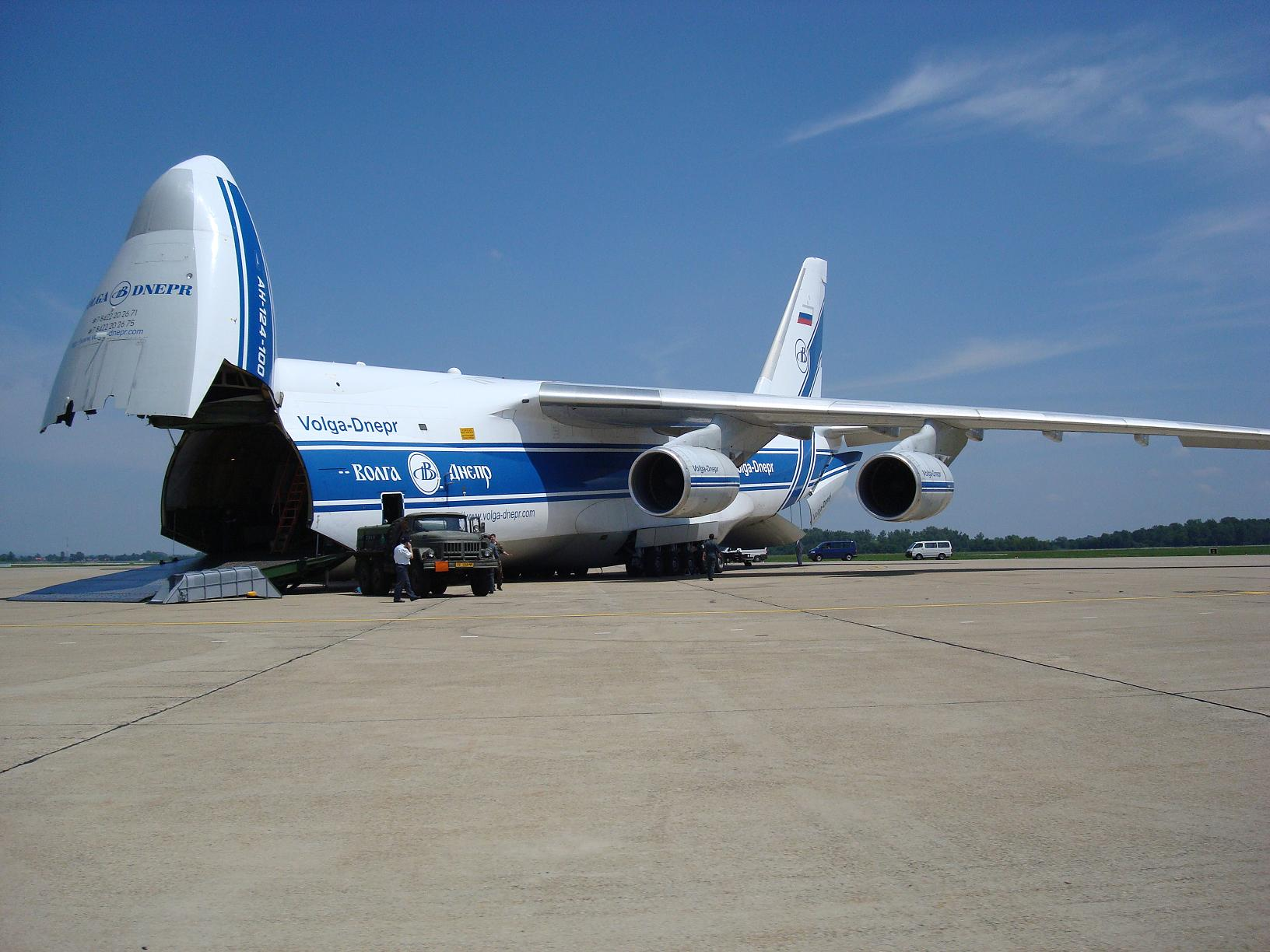
Сверхтяжёлый грузовой самолёт Ан-124 компании Волга-Днепр

## Классификация
Авиаперевозки принято классифицировать
по направлению,
категории груза и
типу загрузки.

### Простые перевозки
Также называются «генеральные перевозки» — предполагают транспортировку генерального груза в пункт назначения, а заказчиком такой услуги является владелец перевозимых товаров. Основное преимущество генеральных перевозок — высокая оперативность.

### Попутные перевозки
Попутные перевозки подразумевают использование свободного транспорта, следующего в требуемом направлении. Достоинство такого формата транспортировки грузов — низкая стоимость.

### Челночные перевозки
В авиации данный формат принят для транспортировки пассажиров. Отличительная особенность челночных перевозок — возвращение транспортного средства в пункт отбытия без пассажиров на борту.

### Сборные перевозки
Сборные перевозки — это наиболее распространенный формат транспортировки штучных грузов, при котором товары различных отправителей консолидируются на складе и отправляются по мере накопления их оптимального объема. Отличаются невысокой стоимостью транспортировки.

### Классификация специальных грузов
В действующем «Руководстве по грузовым перевозкам на внутренних воздушных линиях Союза ССР» (РГП-85) содержатся ссылки на особые (специальные) условия перевозки: "К перевозке воздушным транспортом принимаются также некоторые виды грузов (скоропортящиеся, опасные, радиоактивные, животные и др.), которые требуют особых условий транспортировки. (п.2.4.3)
В данном документе существуют пункты:
— Перевозка тяжеловесных и негабаритных грузов (п.2.9),
— Перевозка скоропортящихся грузов (п.2.16),
— Перевозка опасных грузов и радиоактивных материалов (п.2.17),
— Перевозка живности (п.2.18),
— Перевозка самоходной и гусеничной техники (п.2.19),
— Перевозка гробов с покойниками (п.2.20).
Классификация специальных грузов.

## Пассажирские авиаперевозки
Пассажирские самолёты осуществляют перевозки пассажиров и почты, совершая регулярные (либо нерегулярные) рейсы.
С целью увеличения прибыли авиакомпании стремятся уменьшить время, проводимое самолётом на земле, увеличить срок службы авиалайнера далеко за срок амортизации, увеличить регулярную загрузку самолёта. Рискованным методом снижения себестоимости перевозок является использование неоригинальных запчастей и увеличенный межремонтный пробег.
Воздушные суда, следующие без пассажиров или груза, так называемый Empty Leg, арендуются по цене, значительно меньшей, чем себестоимость перелета.

## Грузовые авиаперевозки
Правила для грузовых авиаперевозок
Согласно правилам осуществления грузовых авиаперевозок (Федеральный закон «О транспортно-экспедиционной деятельности» от 30.06.2003 г. № 87-ФЗ и Варшавская конвенция о международных воздушных перевозках (Варшава, 1929 г.)) прием груза к перевозке производится только при наличии правильно оформленной грузовой накладной.
1. Перевозки грузов на международных авиалиниях могут осуществляться на пассажирских и грузовых самолетах.
2. Груз, превышающий установленные пределы по массе и габаритам, может быть принят к перевозке только с согласия перевозчика.
3. Грузы, которые принимают к международной перевозке, подлежат таким правилам:
  - ввоз и вывоз, транзит груза должны быть разрешены законами и правилами страны на территорию, с территории или через территорию которой осуществляется перевозка;
  - габариты груза должны обеспечивать его свободную погрузку и выгрузку, размещение в багажно-грузовых отсеках воздушных судов и его крепление;
  - при перевозке на рейсовых пассажирских воздушных судах масса и габариты груза не должны превышать пределов, установленных нормативами;
  - к грузу должны быть приложены все требуемые документы;
  - груз не должен создавать опасности для воздушного судна, находящимся на нем людям и имуществу, а также по своим свойствам не должен создавать неудобств пассажирам.

## Законодательство в области авиаперевозок
Междугородные и международные перевозки воздушным транспортом регулируются целым рядом нормативно-правовых документов, которые условно можно разделить на несколько групп.

Первая из них — это документы государственного регулирования авиации, в том числе соответствующие законы, нормы сертификации и правила лицензирования.

Вторая категория — авиационные правила, действующие на федеральном уровне.

Третья группа нормативных документов — внутрироссийские правила перевозки пассажиров и транспортировки грузов при помощи воздушных судов.
Отдельно стоит отметить Чикагскую конвенцию о международной гражданской авиации 1944 года и Варшавскую конвенцию для унификации правил воздушных перевозок от 1929 года. Эти документы ратифицированы большинством стран мира, и являются обязательными для выполнения в России. Также правовое урегулирование совершается по Федеральным авиационным правилам № 136/42/51 от 31.03.2002 г. и Конвенцией о Договоре Международной Дорожной Перевозки Грузов (Женева, 19 мая 1956 г.).

### Таможенное оформление
Международные перевозки грузов по воздуху предполагают обязательное прохождение таможенных процедур. Таможенное оформление производится путём декларирования грузов и уплаты всех необходимых сборов. К обязательным платежам при таможенной очистке импортных товаров относятся акциз, налог на добавленную стоимость и пошлина. Косвенные платежи для оформления товаров на таможне — это сборы за выдачу лицензий, квалификационного аттестата, хранение товаров на таможенном складе и их транспортировку.

## Статистика объемов авиаперевозок
По итогам за 2011 год рынок грузовых авиационных перевозок в России составил 5,9 %, перевозка составила 981 тысячу тонн груза и почты, прирост грузооборота — 5 %, что составило более 4,9 миллиарда тонн-км. По сравнению первого квартала 2012 года с аналогичным периодом 2011 года, данные статистического ведомства показали положительную динамику грузовых авиаперевозок, общий прирост грузооборота составил 10,2 %. Объем грузоперевозок равнялся 224 742,52 тонны, прирост — 8,9 %.
В 2013 году, согласно данным мировых аналитических агентств, в частности IATA (статистика Международной ассоциации воздушного транспорта), зафиксировано спад роста объема грузовых авиаперевозок. По мнению экспертов, спад вызван, в первую очередь, общим спадом в мировой экономике. Соответственно, авиакомпании сокращают объемы провозных мощностей, стараясь нормализовать коэффициент загрузки и сохранить запланированную рентабельность авиагрузоперевозок, несмотря на растущие цены на топливо.
Операционные убытки авиаперевозчиков в 2018 году, по предварительным данным, достигли рекордных 70 млрд руб. Главной причиной послужило удорожание авиакеросина: по итогам года только за счет роста цены компании потратили на топливо дополнительные 87 млрд руб.